# دورک آنگق
دورک آنگق ارمنی: Տորք Անգեղ فرزند «پاسکام»، نوه هایک بزرگ ارمنی: Հայկի بود. دورک بسیار زشت، بلند قامت، با اندامی درشت دارای دماغی پهن، چشمانی گود رفته و نگاهی بی رحم بود. به روایتی او را به خاطر زشتی بی حدش، در زبان ارمنی آنگِق یعنی زشت می‌نامیدند.
در مورد خصوصیات او چنین روایت شده که دارای قدرت بسیار بوده، با دستهایش صخره‌های عظیم سنگ خارا را می‌کنده و با ناخنهایش آنها را صیقل می‌داده است و مانند تخته صاف کرده و با ناخنهایش روی آنها شکلهای گوناگون عقاب را حکاکی می‌کرده است.

## تاریخ
عقاید گوناگونی در مورد نام و ایزد بودن او موجود است از این قرار:
به نظر بعضی از نویسندگان ارمنی مانند «مانوک آبقیان» دورک آنگق به معنی قلعه و دژ است یا به نظر نویسنده «آسدواتسادور خاچاطوریان» (نویسنده کتاب‌های تاریخ ارمنیان کهن و تاریخ تحقیقی عصر خط میخی در ارمنستان)، دورک آنگق به معنی (دورک قلعه آنگق) است. نیکولاس آدونتس میان سه نامی که موسس خورناتسی از آنها اسم برده یعنی دورک، آنگق و پاسکام با عقاب، که پرنده اسطوره‌ای ارمنیان باستان است، ارتباط قایل شده است. این ایزد، پرنده نگهبان آسمان است و باران و رعد را به زمین می‌فرستاده است. پاوستوس بوزاند گفته است که آنگق از ابتدا نام سرزمین یا حکومتی بوده است که در قلعه‌های آن گنجینه‌های بی شماری وجود داشت و پادشاهان اشکانی در آنجا دفن شده بودند.